# Dan Lupașcu
Dan Lupașcu (n. 19 noiembrie 1962) este un jurist român, fost judecător, în prezent avocat și profesor universitar.
A activat ca judecător peste 25 de ani, ocupând mai multe funcții de conducere în cadrul instanțelor judecătorești, iar în perioada (2003-2011) a fost membru al Consiliului Superior al Magistraturii, fiind ales primul președinte al acestei instituții, reînființate în anul 1993.

## Origine și educație
Dan Lupașcu s-a născut în comuna Zvoriștea, județul Suceava. A studiat la Facultatea de Drept a Universității din București, pe care a absolvit-o în 1990, ca șef de promoție.
În anul 2001, la aceeași instituție de învățământ superior, a obținut titlul științific de doctor în drept, cu teza de doctorat „Punerea în executare a pedepselor principale”.

## Carieră profesională

### Judecător
În anul 1990, Dan Lupașcu a fost numit judecător stagiar la Judecătoria sectorului 5 București, instanță la care, din decembrie 1994 și până în  august 1997, a fost delegat ca vicepreședinte. 
Ulterior a fost președinte al Tribunalului București (1997-1999) și al Curții de Apel București (1999-2006 și 2011-2012).
După încetarea mandatului de președinte al Curții de Apel București, Dan Lupașcu nu a mai candidat pentru alte funcții, reluându-și locul de judecător la aceeași instanță, susținând într-un interviu că în continuare dorește să facă „cel mai important lucru pe care-l poate face cineva în magistratură, anume să împartă dreptate”.
Activitatea sa ca judecător și manager de instanță este în general apreciată. 
În calitate de președinte al Tribunalului București și, ulterior, al Curții de Apel București s-a preocupat în mod deosebit, împreună cu unii reprezentanți ai Consiliului Superior al Magistraturii și ai Ministerului Justiției, de: eficientizarea activității de judecată, crearea unor condiții corespunzătoare de lucru pentru  instanțe, stabilirea și implementarea unui volum optim de activitate pentru judecători și grefieri și sporirea încrederii în justiție. În timpul mandatelor sale aproape toate instanțele judecătorești din circumscripția Curții de apel București s-au mutat în sedii noi ori reamenajate (cel mai reprezentativ exemplu fiind Palatul de Justiție din București), a fost repus în funcțiune Tribunalul Ilfov și a fost înființată Judecătoria Cornetu. Dan Lupașcu a avut inițiativa creării unui nou site pentru Curtea de apel București (ce permite turul virtual al Palatului de Justiție), stabilirii denumirii sălilor de ședință din Palatul de Justiție, afișării numelor judecătorilor în sălile de judecată, deschiderii unui muzeu al justiției ș.a.
Unele decizii pronunțate de către complete de judecată din care a făcut parte au fost controversate în presă. Astfel, în martie 2004, pe fondul unor divergențe cu ministrul justiției Rodica Stănoiu, Dan Lupașcu a fost acuzat într-un articol publicat în cotidianul România Liberă, sub semnătura jurnalistului Silviu Alupei, că împreună cu avocatul-deputat Ion Neagu „patronează mafia din justiție”, întrucât în anul 2001 a decis eliberarea cetățeanului turc Husayn Saral, arestat pentru jaf armat în țara natală. Cercetările efectuate de Inspecția Generală a Ministerului Justiției nu au confirmat acuzațiile.
Un alt scandal mediatic a provocat și decizia pronunțată de Curtea de Apel București în soluționarea contestației în anulare formulată de către Dan Voiculescu. În calitate de președinte al completului de judecată, Dan Lupașcu a făcut opinie separată, considerând că trebuia admisă calea de atac, motivând că judecătorii care au soluționat apelul se aflau în stare de incompatibilitate.

### Membru al Consiliului Superior al Magistraturii
Dan Lupașcu a fost ales de trei ori în adunările generale ale judecătorilor ca membru în CSM, conducând această instituție atât în calitate de secretar general (2003-2004), cât și ca președinte.
În calitate de secretar general, în septembrie 2004 a semnat, împreună cu ceilalți membri ai CSM, protocolul de preluare - de la Ministerul Justiției și Parchetul General - a atribuțiilor privitoare la cariera magistraților, declarând cu acea ocazie că „este un moment unic în istoria noastră juridică”.
În prima zi de exercitare a noilor atribuții -1 octombrie 2004- Consilul Superior al Magistraturii a fost confruntat cu un imens scandal mediatic privind conduita unei judecătoare de la Tribunalul București, acuzată că a jucat într-un film porno. În calitate de secretar general al CSM, Lupașcu a declarat: „sunt mâhnit că tocmai astăzi, când CSM și-a intrat în atribuții, primim acest cadou”, fiind revoltat de faptul că, deși știa de câteva luni, Parchetul nu a adus la cunoștința CSM-ului cazul respectiv. Pe baza verificărilor efectuate prin inspectori, colegiul de conducere al Curții de apel București, condus de Dan Lupașcu, a decis exercitarea acțiunii disciplinare, fapt ce i-a atras aprecieri pentru „intrasigența și fermitatea cu care acționează pentru protejarea imaginii justiției române”.  Ulterior, întrucât a criticat expertiza criminalistică de identificare a persoanei, Lupașcu a fost acuzat că o apără pe respectiva judecătoare. De asemenea, i s-a reproșat că nu a gestionat bine cazul sub aspect mediatic, context în care a cerut să se ia act că demisionează din funcția de conducere la CSM. La solicitarea unanimă a membrilor CSM, a revenit asupra cererii sale.
La data de 12 ianuarie 2005, cu ocazia alegerii sale ca președinte al CSM, Dan Lupașcu, făcând aluzie la încercările de influențare politică a justiției, declara în prezența șefului statului: „Numai cel care nu este stăpân pe el poate cădea victima unei influențe politice. Consiliul Superior al Magistraturii este o corabie care plutește, chiar dacă tsunami din stânga și tsunami din dreapta încearcă să-i schimbe cursul”.
Atât în calitate de președinte al CSM, cât și ca membru, Dan Lupașcu a avut numeroase dispute cu ministrul justiției Monica Macovei și cu președintele Traian Băsescu pe tema reformei justiției și a independenței sistemului judiciar. Acuzat că, împreună cu alți colegi, blochează reforma cerută de Comisia Europeană, Dan Lupașcu a susținut o altă viziune a acestui proces, declarând, printre altele, că „reforma justiției trebuie să se facă de jos sau și de jos” și în niciun caz „din ură” pentru sistemul judiciar. Totodată, Lupașcu s-a opus modificării legilor justiției în anul 2005, a dezavuat „telereforma” și „telearestările”, a militat pentru administrarea bugetelor instanțelor de către CSM sau Înalta Curte de Casație și Justiție, numirea tuturor șefilor instanțelor și parchetelor de către CSM (prin concurs), finanțarea corespunzătoare a instituțiilor judiciare, asigurarea unui volum optim de activitate la instanțe și parchete, îmbunătățirea salarizării magistraților, eliminarea participării magistraților în birourile electorale, crearea unui corp de inspectori  judiciari care să funcționeze ca instituție autonomă. De asemenea, a susținut identitate de statut la judecători și procurori, criticând funcționarea procurorilor sub autoritatea ministrului justiției.
La finalul mandatului, prima echipă de conducere a noului CSM, formată din președinte-judecător Dan Lupașcu și vicepreședinte-procuror Liviu Dăscălescu a fost felicitată de președintele Traian Băsescu pentru contribuțiile aduse reformei în justiție. Referitor la independența justiției, șeful statului a afirmat că „anul 2005 a fost cel mai fast din 1946 încoace”. De asemenea, comisarul european Jonathan Scheele a remarcat cu același prilej „succesul CSM în privința organizării interne și coordonarea activității instanțelor”.
În ianuarie 2006, Dan Lupașcu a refuzat invitația premierului Călin Popescu-Tăriceanu de a participa la o întâlnire politică la Guvern, afirmând că „nu va accepta subordonarea CSM-ului în fața executivului sau a politicului”, poziție apreciată în unele publicații.
Criticat pentru un potențial conflict de interese - întrucât deținea atât funcția de președinte al Curții de Apel București, cât și pe cea de membru CSM, iar majoritatea inspectorilor judiciari proveneau de la această instanță -Dan Lupașcu a optat de la 1 ianuarie 2007 pentru activitate permanentă la CSM, deși Decizia nr. 375/2005 a Curții Constituționale permitea, fără excepții, cumulul de funcții.
În iunie 2009, judecătorul Dan Lupașcu a reprezentat Consiliul Superior al Magistraturii la ședința Curții Constituționale în care s-a dezbătut cererea de soluționare a conflictului juridic de natură constituțională dintre autoritatea judecătorească, reprezentată de Consiliul Superior al Magistraturii, pe de o parte, și autoritatea executivă, reprezentată de Guvernul României și Ministerul Justiției și Libertăților Cetățenești, pe de altă parte, cererea formulată de președintele Consiliului Superior al Magistraturii.
La o ședință a CSM din septembrie 2009, președintele Traian Băsescu a criticat dur activitatea membrilor CSM, reproșându-le că au o abordare greșită a termenului de „independență”, cerându-le să ia măsuri pentru încetarea protestelor magistraților.
Pe fondul acestor critici, Dan Lupașcu i-a reproșat șefului statului că „nu cunoașteConstituția” și „în loc să ajute justiția, mai mult o înfundă”.
În ianuarie 2011, Președintele României a afirmat, printre altele, că „niciun sistem de justiție din UE nu a făcut atâta rău vreunei țări, precum cel românesc”, acuzații combătute ferm de judecătorul Dan Lupașcu.
Candidatura lui Dan Lupașcu din 2010 pentru un nou mandat la CSM a fost contestată cu succes în justiție. În acest litigiu, Dan Lupașcu a invocat o excepție de neconstituționalitate de care depindea soluționarea pe fond a cauzei, excepție ce a fost respinsă, cu majoritate de voturi, de către Curtea Constituțională.
Hotărârea Senatului de validare a alegerii sale în CSM a fost desființată, tot cu majoritate de voturi, de către Curtea Constituțională, decizia fiind salutată de Comisia Europeană. Ulterior pronunțării acestei decizii și plecării sale din CSM, Lupașcu a fost acuzat de conduită ilicită și lipsă de independență în exercitarea funcției. La solicitarea sa, Inspecția Judiciară a efectuat verificări, constatând că acuzațiile sunt nefondate, situație în care Plenul CSM, prin hotărârea din 17 martie 2011 a admis cererea de apărare a reputației profesională, apreciind că „prin gravitatea afirmațiilor denigratoare, neconforme cu realitatea, la adresa domnului judecator dr. Dan Lupașcu, articolele de presa menționate sunt în masura să influențeze negativ și nejustificat opinia publică în legatura cu integritatea și probitatea morală și profesională a magistratului în cauza și să-l supună discreditarii, afectându-i astfel reputația profesională și imaginea publică”.
Ca membru și, respectiv, președinte al Consiliului Superior al Magistraturii, Dan Lupașcu s-a implicat în anul 2004, împreună cu alți colegi, în procesul de elaborare a legilor justiției și a legislației secundare (regulamente, cod deontologic), a întocmit planul de organizare pentru noul CSM și a întreprins demersuri pentru crearea site-ului și asigurarea unui sediu acestei instituții. În același timp, a fost criticat în special pentru modalitatea de promovare a unor magistrați la Înalta Curte de Casație și Justiție, pentru pretinsa protejare a unor colegi și pentru noua sa candidatură la CSM.
Lupașcu a fost lider de proiect al țării candidate pentru implementarea Convenției de twinning dintre România și Germania, având ca obiectiv: „Consolidarea funcționării sistemului judiciar” din România și a organului său reprezentativ – Consiliul Superior al Magistraturii”, a participat la numeroase reuniuni interne și internaționale privind autoritatea judecătorească, iar numele său a apărut de mai multe ori în presă ca un posibil ministru al justiției.

### Cadru didactic
În paralel cu activitatea de judecător, Dan Lupașcu a desfășurat activitate didactică la Universitatea Creștină „Dimitrie Cantemir” din București (1993-1995), Universitatea din București (1994-1995), Institutul Național al Magistraturii (1993 la zi) și  Universitatea „Nicolae Titulescu” din București (2002 la zi).
Are gradul didactic de profesor universitar și predă la Facultatea de Drept a Universității “Nicolae Titulescu“ din București disciplinele Dreptul familiei, Drept internațional privat și Organizare judiciară, iar la Institutul Național al Magistraturii este formator la disciplina Drept civil.

### Avocat
În anul 2016, după retragerea din magistratură, a înființat Cabinetul individual de avocatură „Lupașcu Dan’’. 
Pregătirea teoretică pluridisciplinară și îndelungata experiență de judecător i-au facilitat integrarea rapidă în rândul avocaților. 
Prin cabinetul propriu ori sub forma conlucrării profesionale, avocatul Dan Lupașcu a acordat/acordă asistență juridică cetățenilor români sau străini, îndeosebi în dosare penale complexe, cunoscute în presă sub denumirile: dosarul „Limuzina’’; dosarul „Mineriada’’; dosarul „Rompetrol II’’; dosarul „Gala Bute’’; dosarul extrădării unui cetățean turc ș.a.

## Activitate științifică
Dan Lupașcu a făcut parte din două echipe de cercetare științifică (2008-2011), a fost corespondent național într-un proiect european de cercetare având ca beneficiar Comisia Europeană (2015) și a publicat mai multe lucrări juridice (studii, articole, note, monografii, cursuri universitare, culegeri de jurisprudență, culegeri de acte normative). De asemenea, a făcut parte din numeroase comisii de elaborare a unor acte normative și colegii de redacție ale unor publicații juridice.

## Activitate în cadrul societății civile
Dan Lupașcu este membru fondator al Asociației Magistraților din România, organizație din care s-a retras în anul 1998, ca reacție la unele declarații publice făcute de persoane din conducerea asociației.
În perioada 1998-2002 a fost deputat în Adunarea Eparhială a Sfintei Arhiepiscopii a Bucureștilor din cadrul Patriarhiei Române, membru în Comisia Culturală.

## Distincții, premii, diplome
În anul 2000, Președintele României Emil Constantinescu i-a conferit Ordinul Național „Steaua României în grad de ofițer” pentru „merite deosebite în elaborarea jurisprudenței, reformarea justiției și corecta aplicare a legilor”.
Două dintre lucrările științifice la a căror elaborare a participat Dan Lupașcu au fost premiate de Uniunea Juriștilor din România.
Dan Lupașcu a primit diploma de „cetățean de onoare” al comunei natale, precum și alte diplome din partea Consiliului Superior al Magistraturii, Uniunii Juriștilor din România, Inspectoratului General al Poliției Române, Uniunii Internaționale a Executorilor Judecătorești, Uniunii Executorilor Judecătorești din România, Curții de Arbitraj Comercial Internațional și Primăriei municipiului Călărași etc.
În anul 2005, Centrul European de Comandă al Statelor Unite ale Americii i-a acordat o Diplomă de apreciere pentru „remarcabilul ajutor oferit Biroului avocatului-judecător al Centrului de comandă europeană al SUA, Ambasadei SUA, Biroului de Apărare și Cooperare din București și proiectului de studiu juridic din decembrie 2004”.